# Антоний Муса
Анто́ний Му́са (лат. Antonius Musa; I век) — древнеримский врач эпохи правления императора Октавиана Августа.

## Биография
О месте рождения Антония Мусы ничего неизвестно. Он учился у известного врача Темисона. Муса вёл практическую медицинскую деятельность среди богатых аристократических сословий Рима времён правления императора Октавиана Августа. Особую известность Антоний Муса приобрёл, когда в 23 году до н. э. холодным компрессом вылечил самого императора. После этого Муса стал особо популярным.
В своей медицинской практике Антоний значительное внимание уделял лечебным свойствам трав, их способностям излечивать сложные или обычные болезни, а также он достиг значительных открытий в области фармакологии. Одной из таких трав — буквице Муса посвятил сохранившийся до наших дней труд, названный «De herba vettonica liber». Кроме медицинской деятельности Муса занимался ещё ботаникой. Он исследовал и составил описания различных трав. Его брат Евфорб был также был известным врачом и ботаником. В его честь был назван род растений молочай — Euphorbia. Евфорб был личным врачом нумидийского царя Юбы II.